# L'Upupa und der Triumph der Sohnesliebe
L'Upupa und der Triumph der Sohnesliebe (La abubilla y el triunfo del amor filial) es una ópera con música de Hans Werner Henze y libreto, en alemán, del propio compositor, inspirado en leyendas árabes y persas. Es la decimoquinta ópera de Henze y la primera en la que él mismo escribió el libreto. La obra tiene el subtítulo de Ein deutscher Lustspiel (Una comedia alemana) y está dividida en once «cuadros árabes».
El estreno se produjo en el Kleines Festspielhaus de Salzburgo el 12 de agosto de 2003, durante el Festival de Salzburgo, en una coproducción con la Ópera Alemana de Berlín y el Teatro Real de Madrid, puesta en escena por Dieter Dorn, con escenografía de Jürgen Rose. 
En las estadísticas de Operabase aparece con sólo 3 representaciones en el período 2005-2010.

## Personajes
| Personaje                                                                                                 | Voz           | Intérprete del estreno, 12 de agosto de 2003 |
| --- | ------------- | -------------------------------------------- |
| Badi'at el-Hosn wal Yamal, una muchacha judía                                                             | soprano       | Laura Aikin                                  |
| Un demonio                                                                                                | tenor         | John Mark Ainsley                            |
| Al Radshi el-Din(anciano conocido como ‘El solterón’) Gran Visir de Manda, la isla de los Babuinos negros | barítono      | Alfred Muff                                  |
| Malik, El ancianísimo Sultán de Pate                                                                      | mezzo-soprano | Hanna Schwarz                                |
| Diyab, El viejo Tirano de Kipungani                                                                       | bajo          | Günther Missenhardt                          |
| Al Kasim ('el Compasivo'), hijo menor de Al Radshi                                                        | barítono      | Matthias Goerne                              |
| Adschib (‘el Raro'), otro hijo de Al Radshi                                                               | contratenor   | Axel Köhler                                  |
| Gharib (‘El indigno de confianza’), otro hijo de Al Radshi                                                | bajo          | Anton Scharinger                             |
| Jardineros, flores, guardias, soldados nubios, secuaces y tres gnomos                                     |               |                                              |

## Argumento
Al Radshi, un anciano que vive en lo más alto de la torre más alta de Manda, la isla de los babuinos negros, lamenta la ausencia de su pájaro dorado, una abubilla (Upupa) que tenía por costumbre visitarle diariamente.  Una vez, Al Radshi pudo llegar a tocar la abubilla, lo que provocó que huyera volando. Desde entonces, no ha vuelto a ver al pájaro. Al Radshi pide a sus tres hijos que salgan a buscar la abubilla y la traigan de vuelta. Dos de los hijos son holgazanes, e indignos de confianza, pero el tercero, Al Kasim, es honesto y valiente. Al Kasim es el único de los tres hijos que obedece a su padre, y parte en busca de la abubilla.  
Al Kasim encuentra la abubilla, con la ayuda de un Demonio, un ángel caído con andrajosas alas negras que ha sido expulsado del cielo debido a un crimen que no se especifica.  El pájaro está en poder del anciano Sultán Malik, que permite a Al Kasim que se lo lleve, con la condición de que rescate a una princesa cautiva, Badi'at el-Hosn. Kasim la encuentra, en el jardín de Dijab, el tirano de Kipungani, y cae enamorado de ella. Dijab les permite marcharse, poniéndoles la condición de que recuperen para él un misterioso cofre.
Una vez que Al Kasim y sus compañeros han obtenido estos tres tesoros, deciden no devolverlos a quienes se los han solicitado, sino volver a la isla de Manda. Los otros dos hermanos reaparecen, arrojan a Kasim y Badi'at el-Hosn a un pozo, y se presentan ante su padre, atribuyéndose las hazañas de Al Kasim. Sin embargo, Al Kasim y Badi'at el-Hosn son rescatados del pozo por el Demonio, y sus hermanos son enviados al exilio. Al Kasim no puede casarse con Badi'at el-Hosn hasta que no haya completado una última misión. La ópera finaliza sin aclarar si Al Kasim y Badi'at el-Hosn consiguen finalmente estar juntos.

## Análisis
Aunque el origen de la historia que se narra en el libreto de la ópera procede de una leyenda siria, la referencia más reconocida de L'Upupa es La flauta mágica, de Mozart. Existen analogías evidentes entre los tres protagonistas principales de ambas óperas, pero también en el hecho de que la historia es básicamente un viaje de conocimiento en el que el protagonista tiene que superar una serie de pruebas para conseguir el objetivo que se le ha impuesto, y que, finalmente, acabará siendo el objeto de su propio deseo. Sin olvidar las coincidencias en numerosos simbolismos repartidos por el texto, como la referencia al número tres, que también se repite en La flauta mágica. Incluso hay una cita literal del libreto de la flauta en la escena de Al-Kasim en el palacio del Sultán Malik.
Otra importante referencia es la obra del poeta persa Farid al-Dim Attar, El lenguaje de los pájaros, en la que se narra la historia del simurg, "el Rey de las Aves", que tiene importantes analogías con la abubilla.
Musicalmente, aparte de las referencias mozartianas, y otras citas más o menos literales (Johann Sebastian Bach), son reconocibles deudas formales, armónicas y estructurales con la música de Alban Berg e Igor Stravinsky.

## Discografía
Existe un DVD de la producción original del estreno en Salzburgo, con Matthias Goerne, Laura Aikin, John Mark Ainsley, y Alfred Muff, con Markus Stenz dirigiendo a la Orquesta Filarmónica de Viena (EuroArts 2053929).